# Manjarín
Manjarín ist ein sehr kleiner, fast verlassener und verfallener Ort am Jakobsweg in der Provinz León der Autonomen Gemeinschaft Kastilien-León.

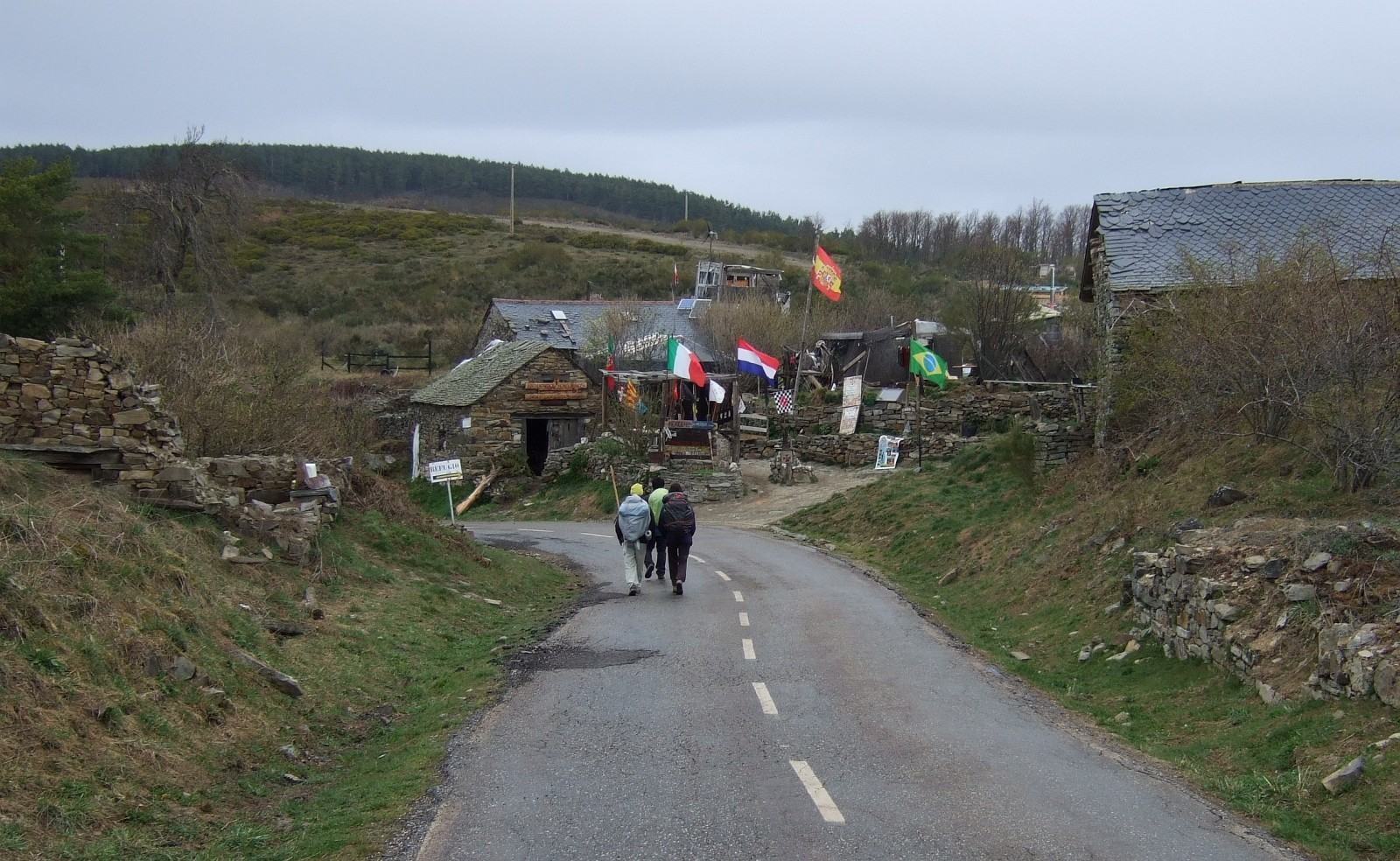
Manjarin, April 2009

Die erste schriftliche Erwähnung Manjaríns datiert aus dem Jahr 1180: König Fernando von León räumt in einem Dokument der Besitzerin des Pilgerhospizes zwischen Manjarín und El Acebo, Doña Maria Joanez, Privilegien ein. Dieses Hospiz wurde später direkt nach Manjarín verlegt und findet im 17. Jahrhundert noch einmal Erwähnung. Die Bevölkerungszahlen in Manjarin waren nie sonderlich hoch: 1561: 4 Haushalte, 1587 und 1597: 5 Haushalte. Zu Beginn des 19. Jahrhunderts verlor der Ort die letzten Einwohner und verfiel. Die Pfarrkirche des Ortes war dem Heiligen Martin gewidmet.
Tomás, der sich in der Nachfolge der Tempelritter sieht, gründete in Manjarín in den 1990er Jahren eine einfache Pilgerherberge, die mit der Fahne der Tempelritter beflaggt ist und zu den sehr besonderen Unterkünften entlang des Jakobswegs zählt.
In Richtung Ponferrada beginnt einige Kilometer hinter dem Ort eine lange und kurvenreiche Abfahrt mit sehr starkem Gefälle, die erst in Molinaseca endet. Radpilger werden dort zu besonderer Vorsicht aufgerufen.